# 博奕岬
博奕岬（ばくちみさき）は、京都府舞鶴市瀬崎に属し、日本海（若狭湾西部）に面する岬。大浦半島の北西端にあり、舞鶴湾の湾口の東側に位置する。頂上付近には博奕岬灯台が設置されている。若狭湾国定公園に含まれる。現在、岬の周囲含むほぼ全域が海上自衛隊の管理地となっているため、一般の立ち入りはできない。

## 地理
- 赤い海食崖が、険しく聳え立つ。
- その個性ある地名は、いずれも力自慢だった龍神（女神）とクジラの大王が、どちらが強いか知恵比べしようと、ここで囲碁で勝負した、との言い伝えによる（を参照）。

## 博奕岬灯台
博奕岬灯台（ばくちみさきとうだい）は、博奕岬の頂上付近に建つ白色・塔形・コンクリート造の灯台。1925年（大正14年）3月1日初点灯。
岬の大部分が海上自衛隊の管理地内のため、一般の立ち入りはできない。